# Benedikt Černý
Svatý Benedikt Černý nebo Benedetto Manasseri (1526 San Fratello – 4. dubna 1589 Palermo) byl italský řeholník řádu františkánů.

## Život
Narodil se roku 1526 v San Fratello na severu Sicílie. Jeho rodiče dovezli jako otroky z Etiopie. Pracovali jako pastýři a rolníci. Z otroctví bylo propuštěni. Roku 1547 se Benedikt přidružil ke skupině poustevníků, kteří žili pod vedením Girolama Lanzy v okolí Palerma v Monte Pellegrino. Po nějakém čase však tuto komunitu rozpustil papež Pius IV. Roku 1562 Benedikt vstoupil k františkánům v Palermu. Nestal se knězem, ale jen řádovým bratrem. Sloužil zde jako kuchař. Mimo tří slibů čistoty, chudoby a poslušnosti složil i čtvrtý soukromý slib postu; tři dny v týdnu se postit a nikdy nepít víno.
Proti jeho vůli ho po smrti představeného zvolili za jeho nástupce, i když neuměl číst ani psát. Klášter byl však roku 1578 papežem zrušen a řeholníci se přesunuli do jiných klášterů. Benedikt se dostal na okraj města Palerma, kde znovu sloužil jako kuchař v klášterní kuchyni. Roku 1578 ho znovu zvolili představeným, potom novicmistrem a vikářem. Stal se známým díky svatosti života a údajným zázrakům. Svou pokorou a svatostí života pomohl k reformě svého františkánského kláštera. Mnoho lidí chodilo do kláštera, aby zahlédli nenápadného a pokorného bratra. Zemřel 4. dubna 1589 ve svém konventu. Jeho tělo odpočívá v kostele Santa Maria di Gesù.

## Úcta
Dne 15. května 1743 uznal papež Benedikt XIV. jeho kult. Svatořečen byl 24. května 1807 papežem Piem VII.